# 1. česká fotbalová liga 1996/1997
Sezóna 1996/97 1. ligy byla 4. sezónou v samostatné české lize. Začala 9. srpna 1996 a skončila 11. června 1997.

## Konečná tabulka
| Poř. | Tým                     | Z  | V  | R  | P  | VG | OG | B  |
| ---- | ----------------------- | -- | -- | -- | -- | -- | -- | -- |
| 1.   | AC Sparta Praha         | 30 | 19 | 8  | 3  | 61 | 20 | 65 |
| 2.   | SK Slavia Praha (C) (P) | 30 | 18 | 7  | 5  | 59 | 24 | 61 |
| 3.   | FK Jablonec nad Nisou   | 30 | 17 | 5  | 8  | 40 | 29 | 56 |
| 4.   | FC Boby Brno            | 30 | 14 | 10 | 6  | 44 | 35 | 52 |
| 5.   | FC Slovan Liberec       | 30 | 12 | 10 | 8  | 33 | 30 | 46 |
| 6.   | SK České Budějovice JČE | 30 | 11 | 11 | 8  | 38 | 40 | 44 |
| 7.   | FC Petra Drnovice       | 30 | 12 | 7  | 11 | 53 | 44 | 43 |
| 8.   | SK Sigma Olomouc        | 30 | 10 | 10 | 10 | 36 | 30 | 40 |
| 9.   | FC Kaučuk Opava         | 30 | 10 | 10 | 10 | 34 | 35 | 40 |
| 10.  | FC Baník Ostrava        | 30 | 8  | 13 | 9  | 33 | 35 | 37 |
| 11.  | FC Viktoria Plzeň       | 30 | 7  | 11 | 12 | 33 | 37 | 32 |
| 12.  | FK Viktoria Žižkov      | 30 | 6  | 11 | 13 | 17 | 33 | 29 |
| 13.  | FK Teplice (N)          | 30 | 6  | 10 | 14 | 21 | 37 | 28 |
| 14.  | SK Hradec Králové       | 30 | 5  | 13 | 12 | 22 | 39 | 28 |
| 15.  | FC Karviná (N)          | 30 | 6  | 7  | 17 | 25 | 50 | 25 |
| 16.  | FC Bohemians Praha (N)  | 30 | 4  | 7  | 19 | 22 | 53 | 19 |

Poznámky:
- Z = Odehrané zápasy; V = Vítězství; R = Remízy; P = Prohry; VG = Vstřelené góly; OG = Obdržené góly; B = Body
- (C) = obhájce titulu, (P) = vítěz Českého poháru, (N) = nováček (minulou sezónu hrál nižší soutěž a postoupil)

|  | Postup do Předkola (mistrovská kvalifikace) Ligy mistrů 1997/98 |
|  | Postup do PVP 1997/98                                           |
|  | Postup do Poháru UEFA 1997/98                                   |
|  | Sestup do 2. ligy 1997/98                                       |

## Statistiky
Nejvyšší návštěva: 8. kolo 2.10.1996, Boby Brno - Slavia Praha, 44 120 diváků

## Soupisky mužstev
- V závorce za jménem je uveden počet utkání a branek, u brankářů ještě počet čistých kont

### AC Sparta Praha
Michal Čaloun (24/0/16),
Ivan Ondruška (5/0/0),
Tomáš Poštulka (1/0/1) –
Michal Bílek (13/1),
Martin Čížek (14/3),
Martin Frýdek (27/2),
Petr Gabriel (26/1),
Peter Gunda (8/0),
Ivan Hašek (14/3),
Michal Horňák (29/4),
Jiří Jarošík (10/0),
Vratislav Lokvenc (30/11),
Ruslan Ljubarskyj (7/0),
Lumír Mistr (13/4),
Josef Němec (1/0),
Jiří Novotný (29/1),
Josef Obajdin (25/3),
Antonín Plachý (1/0),
Petr Prokop (1/0),
Tomáš Řepka (25/1),
Horst Siegl (29/19),
Vlastimil Svoboda (28/1),
Zdeněk Svoboda (25/4),
Milan Šedivý (3/0),
Tomáš Votava (25/0),
Jan Zakopal (1/0) –
trenér Vlastimil Petržela (1.–5. kolo) a Jozef Chovanec (6.–30. kolo), asistenti Vladimír Borovička, Zdeněk Ščasný a Jan Poštulka

### SK Slavia Praha
Radek Černý (8/0/4),
Jan Stejskal (23/0/6) –
Slađan Ašanin (27/2),
Filip Herda (1/0),
Pavel Horváth (24/5),
Tomáš Hunal (2/0),
Martin Hyský (20/0),
Kennedy Chihuri (4/0),
Lukáš Jarolím (1/0),
Jaromír Jindráček (19/4),
Luboš Kozel (20/2),
Ondrej Krištofík (1/0),
Luboš Kubík (14/1),
Edvard Lasota (21/3),
Jiří Lerch (25/1),
Leoš Mitas (1/0),
Pavel Novotný (25/3),
Martin Pěnička (22/1),
Pavel Řehák (14/3),
Daniel Šmejkal (17/2),
Ivo Ulich (28/4),
Robert Vágner (25/7),
Karel Vácha (29/14),
Jiří Vávra (28/4),
Petr Vlček (15/2) –
trenér František Cipro, asistent Josef Pešice.

### FK Jablonec nad Nisou
Zdeněk Jánoš (28/0/16),
Jiří Kobr (4/0/0) –
Lubomír Blažek (2/0),
David Breda (25/3),
Milan Fukal (25/2),
Peter Gunda (2/0),
Radim Holub (29/8),
Pavel Horváth (1/0),
Radovan Hromádko (29/9),
Pavel Jirousek (21/0),
Jiří Mašek (3/0),
Pavel Medynský (25/0),
Jaromír Navrátil (28/5),
Radim Nečas (15/2),
Robert Neumann (30/3),
Pavel Pěnička (29/2),
Tomáš Požár (7/0),
Martin Procházka (29/2),
Roman Skuhravý (26/1),
Jan Sopko (15/0),
Miroslav Šebesta (12/0),
Martin Vejprava (28/2),
Luděk Zelenka (8/0) –
trenér Jiří Kotrba, asistent Zdeněk Klucký

### FC Boby Brno
Luboš Přibyl (29/0/8),
Radim Vlasák (1/0/0) –
Petr Baštař (2/0),
Daniel Břežný (1/0),
Zdeněk Cihlář (11/0),
Marcel Cupák (23/2),
Richard Dostálek (30/9),
Patrik Holomek (14/0),
Pavel Holomek (25/2),
Vladimír Chaloupka (17/3),
Kamil Janšta (5/0),
Petr Kocman (19/0),
Michal Kolomazník (24/4),
Petr Křivánek (30/1),
Jan Maroši (27/4),
Jan Palinek (24/1),
Patrik Siegl (28/3),
Roman Široký (12/0),
Zdeněk Valnoha (27/8),
Viliam Vidumský (25/1),
René Wagner (1/0),
Martin Zbončák (7/0),
Marek Zúbek (26/4) –
trenér Karel Večeřa, asistenti Radek Bělák a Karel Jarůšek

### FC Slovan Liberec
Tomáš Bárta (1/0/0),
Ladislav Maier (30/0/10) –
Martin Barbarič (28/10),
Petr Bulíř (13/1),
Martin Čupr (23/1),
Karel Dobš (3/0),
Martin Hašek (29/4),
Michal Hrbek (27/0),
Libor Janáček (24/1),
Josef Jinoch (15/4),
Marek Kincl (3/0),
Marián Klago (28/3),
Luděk Klusáček (30/4),
Roman Leitner (1/0),
Josef Lexa (18/0),
Oleh Lyzohub (8/0),
Jan Nečas (1/0),
Pavel Němčický (14/0),
Pavol Pavlús (12/0),
Miroslav Šebesta (7/0),
Radek Tejml (5/1),
Roman Týce (25/0),
Pavol Vaškovič (1/0),
Jaroslav Vodička (21/1),
Benjamin Vomáčka (10/0),
Luboš Zákostelský (14/3) –
trenér Jiří Štol, asistent Josef Petřík

### SK České Budějovice JČE
Peter Holec (4/0/0)
Pavol Švantner (27/0/7) –
Pavel Babka (26/1),
Milan Barteska (28/2),
Erich Brabec (18/1),
Ladislav Fujdiar (29/11),
Martin Havel (13/1),
Patrik Holomek (5/0),
Petr Hruška (28/3),
Lukáš Jarolím (3/0),
Michal Káník (11/0),
Libor Koller (28/1),
Jozef Kostelník (6/1),
Roman Lengyel (13/0),
Stanislav Marek (28/1),
Pavel Mejdr (26/0),
Aleš Nešický (24/0),
Jan Saidl (29/11),
Radek Tejml (19/1),
Stanislav Vlček (29/2),
Martin Vozábal (6/0),
Martin Wohlgemuth (11/1) –
trenér Pavel Tobiáš, asistenti Daniel Drahokoupil a Miroslav Jirkal

### FC Petra Drnovice
Pavel Barcuch (3/0/1),
Tomáš Bernady (17/0/4),
František Ondrůšek (10/0/2) –
Bronislav Červenka (24/3),
Radek Drulák (13/13),
Miroslav Holeňák (25/4),
Pavel Holub (1/0),
Aleš Hynek (18/1),
Tomáš Janda (6/0),
Richard Jukl (3/0),
Róbert Kafka (30/0),
Ivan Kopecký (10/0),
Miloslav Kufa (21/3),
Jozef Majoroš (27/11),
Petr Maléř (6/0),
Martin Müller (24/0),
Michal Nehoda (10/3),
Jiří Pospíšil (11/0),
Milan Poštulka (11/0),
Roman Přibyl (13/0),
Martin Rozhon (13/5),
Jaroslav Šilhavý (11/5),
Michal Šlachta (20/0),
Ivan Valachovič (25/1),
Petr Veselý (25/0),
Jozef Weber (26/4) –
trenér Milan Bokša, asistent Josef Kolečko

### SK Sigma Olomouc
Petr Pižanowski (18/0/7),
Martin Vaniak (12/0/2) –
Jiří Balcárek (20/2),
Miroslav Baranek (25/6),
Jiří Barbořík (21/4),
Roman Hanus (2/1),
Marek Heinz (4/0),
Marek Hollý (24/0),
Milan Kerbr (21/4),
Martin Kotůlek (23/1),
Michal Kovář (21/0),
Radim König (7/1),
Jiří Krohmer (8/1),
Oldřich Machala (30/0),
Josef Mucha (28/4),
Radek Onderka (10/2),
Ľuboš Pagor (8/1),
Jiří Povišer (29/2),
Karel Rada (30/8),
Aleš Ryška (7/0),
Michal Šmarda (28/0),
Lubomír Štrbík (11/0),
Tomáš Ujfaluši (18/1) –
trenér Karel Brückner, asistent Leoš Kalvoda

### FC Kaučuk Opava
Vilém Axmann (2/0/0),
René Twardzik (29/0/9) –
Jan Baránek (27/1),
Jiří Bartl (10/1),
Ivo Farský (16/1),
Alois Grussmann (29/13),
Aleš Hellebrand (17/0),
Roman Hendrych (28/4),
Roman Janoušek (29/2),
Miroslav Kamas (28/0),
Jaroslav Kolínek (29/3),
Radim Kučera (27/0),
Martin Mikula (27/0),
Karel Orel (30/2),
Jan Pejša (24/0),
Radomír Prasek (9/0),
Mikuláš Radványi (8/0),
Martin Rozhon (13/6),
Aleš Rozsypal (10/1),
Lumír Sedláček (1/0),
Ivan Václavík (11/0),
Tomáš Vychodil (9/0) –
trenér Petr Žemlík, asistenti Jiří Berousek a Jiří Bartl

### FC Baník Ostrava
Vít Baránek (24/0/7),
Ivo Schmucker (6/0/2) –
René Bolf (6/0),
Vladimír Čáp (2/0),
Martin Čížek (13/7),
Milan Duhan (5/0),
Pavel Harazim (25/2),
Richard Hrotek (7/0),
Marek Jankulovski (21/1),
Luboš Knoflíček (9/1),
Karel Kula (11/0),
Petr Mašlej (24/1),
Miroslav Mikulík (6/0),
Roman Nohavica (13/0),
Michal Pančík (28/3),
Aleš Pikl (22/0),
Rostislav Pikonský (7/0),
Marek Poštulka (11/2),
Milan Poštulka (12/0),
Petr Ruman (6/0),
Radim Sáblík (20/1),
Petr Samec (28/8),
Vladimír Skalba (20/2),
Radek Slončík (27/3),
David Sourada (11/0),
Milan Timko (14/1),
Dušan Vrťo (22/0),
Luděk Zdráhal (13/1) –
trenér Petr Uličný, asistent Petr Nesrsta

### FC Viktoria Plzeň
Radomír Havel (18/0/5),
Jiří Vosyka (12/0/3) –
Zdeněk Bečka (15/1),
Michal Drahorád (21/2),
Tomáš Heřman (17/3),
Martin Hřídel (26/3),
Miroslav Janota (26/1),
Patrik Ježek (28/6),
Martin Kulhánek (10/0),
Miroslav Mika (26/0),
Vladimír Myslík (1/0),
Lukáš Pleško (7/1),
Jaromír Plocek (7/0),
Stanislav Purkart (25/3),
Jiří Skála (29/5),
Miloš Slabý (24/1),
Libor Smetana (16/2),
Petr Smíšek (18/3),
Petr Stoilov (8/0),
Jiří Studeník (28/0),
Marcel Švejdík (12/1),
Martin Švejnoha (9/0),
Jan Velkoborský (14/1),
Petr Vlček (15/0) –
trenér Antonín Dvořák, asistent Milan Šíp

### FK Viktoria Žižkov
Petr Kostelník (10/0/2),
Oldřich Pařízek (7/0/2),
Juraj Šimurka (13/0/6) –
Miroslav Baček (5/0),
Zdeněk Bečka (11/2),
Michal Bílek (4/1),
Jan Buryán (18/0),
Jiří Časko (15/3),
Peter Gunda (4/0),
Petr Holota (23/0),
Zdeněk Houštecký (3/0),
Tomáš Hunal (15/0),
Kennedy Chihuri (11/1),
Tomáš Klinka (15/0),
Miloslav Kordule (26/1),
František Koubek (23/1),
Jaroslav Ložek (29/1),
Daniel Mašek (19/0),
Antonín Mlejnský (28/1),
Michal Nehoda (8/0),
Josef Němec (25/2),
Tibor Notin (18/1),
Michal Petrouš (15/1),
Petr Strnadel (11/0),
Jaroslav Šilhavý (13/0),
Josef Šimek (2/0),
Josef Škop (1/0),
Marek Trval (12/2),
Tomáš Urban (9/0),
Miroslav Vápeník (15/0),
Luděk Zelenka (14/2) –
trenér Jaroslav Hřebík (1.–15. kolo) a Július Bielik (16.–30. kolo), asistenti František Kopač a Václav Hradecký

### FK Teplice
Luděk Jelínek (4/0/1),
Libor Macháček (26/0/11) –
Jean-Bertin Akue (12/0),
Petr Brabec (27/1),
Petr Bystroň (8/1),
Radek Divecký (23/3),
Michal Doležal (9/0),
Pavel Fasner (9/0),
Petr Fousek (28/3),
Zdenko Frťala (22/0),
Svatopluk Habanec (25/2),
Roman Harvatovič (5/0),
Miroslav Chytra (23/1),
Tomáš Janda (8/2),
Pavel Janeček (14/0),
Josef Just (25/1),
Radek Kronďák (20/0),
Oleh Lyzohub (12/0),
Vladislav Mikiska (28/1),
František Mysliveček (7/0),
Tomáš Požár (1/0),
Zbyněk Rampáček (29/1),
Zdeněk Rollinger (14/0),
Marián Řízek (6/0),
Radek Šelicha (1/0),
Pavel Verbíř (23/5) –
trenér František Cerman, asistent Přemysl Bičovský

### SK Hradec Králové
Karel Podhajský (13/0/6),
Tomáš Poštulka (15/0/3),
Stanislav Vahala (2/0/0) –
Július Bielik (7/0),
Pavel Černý (21/3),
Ladislav Doseděl (2/0),
Peter Drozd (12/1),
Roman Gibala (25/4),
Karel Havlíček (26/1),
David Homoláč (17/1),
Aleš Hynek (5/0),
Richard Jukl (19/1),
Daniel Kaplan (22/2),
Tomáš Kučera (30/3),
Jaroslav Michalička (28/3),
Bohuslav Pilný (12/0),
Petr Pokorný (27/0),
Libor Polomský (7/0),
Milan Ptáček (19/0),
Dalibor Slezák (12/0),
Petr Strnadel (5/0),
Ladislav Šimčo (24/2),
Michal Šmíd (6/0),
Karel Urbánek (22/1),
Jozef Urblík (10/0),
Jaroslav Vrábel (13/0),
Jiří Weisser (4/0),
Jiří Záleský (7/0),
Roman Zelenay (7/0) –
trenér Vladimír Táborský (1.–25. kolo), Stanislav Kocourek (26.–30. kolo),
asistent Stanislav Kocourek

### FC Karviná
Tomáš Sedlák (1/0/0),
Michal Václavík (30/0/5) –
Marcel Benda (1/0),
René Benefi (26/1),
Petr Bialek (16/0),
Milan Cudrák (6/1),
Petr Javorek (21/0),
Miroslav Kaloč (24/1),
Arkadiusz Kostempski (2/0),
Přemysl Kovář (21/2),
Pavel Kubeš (27/1),
Marcel Kulinski (4/0),
Tomáš Martinek (9/0),
Ján Mäsiar (12/0),
Juraj Mintál (23/0),
Miroslav Onufer (13/0),
Miloslav Penner (14/0),
Martin Plachta (20/1),
Vlastimil Ryšavý (30/4),
Marek Sokol (6/0),
Tomasz Sosna (12/3),
Kamil Štěpaník (8/0),
Ladislav Šulák (24/1),
Radomír Šulák (28/0),
Vítězslav Tuma (21/10) –
trenér Lubomír Vašek (1.–15. kolo), Jaroslav Netolička (16.–30. kolo), asistenti Milan Albrecht a Miloš Lintner

### FC Bohemians Praha
Jaromír Blažek (16/0/3),
Jan Musil (8/0/2),
Radim Straka (1/0/1),
Jan Vojnar (6/0/0) –
Marcel Băban (4/0),
Ondřej Bárta (1/0),
Marek Boskovič (7/0),
Jiří Cacák (7/1),
Petr Čavoš (11/0),
Miroslav Čtvrtníček (8/0),
Viktor Dvirnik (1/0),
Jan Flachbart (9/0),
Tomáš Freisler (6/0),
Tibor Fülöp (10/1),
Petr Grund (17/0),
Roman Hanus (19/2),
Václav Hrdlička (20/1),
Josef Jindra (1/0),
Roman Jůn (17/1),
Jaroslav Kamenický (8/0),
Jaroslav Kentoš (14/0),
Lubomír Knoflíček (13/1),
Radek Krejčík (20/1),
Tomáš Kuchař (25/4),
Miloš Moravec (6/0),
Josef Nesvačil (17/1),
Marek Nikl (22/2),
Jiří Novák (14/4),
Adam Petrouš (9/0),
Petr Rydval (2/0),
Vladimír Sadílek (11/0),
Jan Sanytrník (1/0),
Jaroslav Semecký (2/0),
Tomáš Semecký (1/0),
Dalibor Slezák (14/2),
Radek Šindelář (4/0),
Martin Šustáček (13/0),
Marcel Švejdík (10/0),
Alexander Végh (6/0),
Jaroslav Veltruský (7/0),
Jaroslav Vrábel (10/0),
Petr Vybíral (1/0),
Prokop Výravský (11/0) –
trenéři Josef Hloušek (1.–8. kolo), Miloš Beznoska a Antonín Panenka (9. kolo), Vladimír Borovička (10.–11. kolo) a Vlastimil Petržela (12.–30. kolo), asistenti Miloš Beznoska a Vladimír Borovička